# Morphacris citrina
Morphacris citrina är en insektsart som beskrevs av Kirby, W.F. 1910. Morphacris citrina ingår i släktet Morphacris och familjen gräshoppor. Inga underarter finns listade i Catalogue of Life.